# Amblycerus crassipunctatus
Amblycerus crassipunctatus là một loài bọ cánh cứng trong họ Bruchidae. Loài này được Ribeiro-Costa miêu tả khoa học năm 1999.